# Nekrolog Juni 2018
Nekrolog
◄◄
| ◄
| 2014
| 2015
| 2016
| 2017
| 2018 | 2019 | 2020 | 2021 | 2022 | ►
Januar |
Februar |
März |
April |
Mai |
Juni |
Juli |
August |
September |
Oktober |
November |
Dezember 2018
Weitere Ereignisse | Allgemeiner Nekrolog 2018
Die Beschreibung der verstorbenen Person sollte so kurz wie möglich gehalten sein und nur deren signifikante Tätigkeit(en) enthalten.
Neue Namen ggf. auch unter dem Geburts- und Sterbedatum, also etwa unter 1. Januar und im Geburts- und Sterbejahr (2024) eintragen (nur bei entsprechender großer Wichtigkeit). Für Beispiele siehe die schon vorhandenen Artikel.
Außerdem über die fünf zuletzt Verstorbenen, zu denen es einen ausreichend guten Artikel für eine Präsentation auf der Hauptseite gibt, nach der todesbedingten Überarbeitung der Artikel ggf. auch unter Wikipedia Diskussion:Hauptseite informieren und sie am besten auch in den anderen Wikipedia-Sprachversionen eintragen. Tipp: Regelmäßig bei news.google.de nach „ist tot“, „gestorben“ oder „verstorben“ suchen.
Wenn eine Person gestorben ist, gibt es viele Seiten zu dieser Person in der Wikipedia, die davon auch betroffen sind und entsprechend aktualisiert werden müssen. Beispiele: Namenübersichtsseite, Geburtsjahr, Geburtsort-Seiten und viele mehr.
Wie finde ich die betroffenen Seiten?
Im Suchfeld auf der linken Seite gibt man den Suchbegriff so ein: „Vorname Nachname“. Dann klickt man auf Volltext und alle Seiten mit entsprechendem Suchtext werden aufgerufen. Hier sieht man dann schnell, wo auch das Todesjahr Sinn macht oder sogar ein Teil des Artikels angepasst werden muss. Auch hilft das „Werkzeug“ auf der linken Seite sehr gut, um solche Seiten aufzufinden: „Links auf diese Seite“. Somit ist die Wikipedia wieder aktuell in allen Bereichen! Hinweis: bei Eintragung der Kategorie „Gestorben JAHR“ wird der Missbrauchsfilter 49 ausgelöst, was jedoch nicht schlimm ist. Siehe: Spezial:Missbrauchsfilter/49
Dies ist eine Liste von im Juni 2018 verstorbenen bekannten Persönlichkeiten. Die Einträge erfolgen innerhalb der einzelnen Daten alphabetisch sortiert. Tiere sind im Nekrolog für Tiere zu finden.

## Juni
Bearbeitungshinweis: Neue Todesfälle bitte nach Tagen geordnet eintragen. Die Todesfälle desselben Tages bitte in alphabetischer Reihenfolge absteigend einfügen.
| Tag      | Name                                             | Beruf, bekannt als                                                                       | Alter | Beleg                 |
| -------- | ------------------------------------------------ | ---------------------------------------------------------------------------------------- | ----- | --------------------- |
| 30. Juni | Nino Assirelli                                   | italienischer Radrennfahrer                                                              | 92    |                       |
| 30. Juni | Nika Brettschneider                              | österreichische Schauspielerin, Regisseurin und Theaterleiterin                          | 67    |                       |
| 30. Juni | Dagmar Burešová                                  | tschechische Juristin und Politikerin                                                    | 88    |                       |
| 30. Juni | John E. Casida                                   | US-amerikanischer Entomologe und Toxikologe                                              | 88    |                       |
| 30. Juni | Helga Dietrich                                   | deutsche Biologin                                                                        | 77    |                       |
| 30. Juni | Paul Frick                                       | Schweizer Mediziner                                                                      | 96    |                       |
| 30. Juni | Juraj Halenár                                    | slowakischer Fußballspieler                                                              | 35    |                       |
| 30. Juni | Johan J. Jakobsen                                | norwegischer Politiker                                                                   | 81    |                       |
| 30. Juni | Werner Karasek                                   | österreichischer Basketballspieler                                                       | 62    |                       |
| 30. Juni | Fuat Sezgin                                      | türkischer Orientalist                                                                   | 93    |                       |
| 30. Juni | Smoke Dawg                                       | kanadischer Rapper                                                                       | 21    |                       |
| 30. Juni | José Antonio Zaldúa                              | spanischer Fußballspieler                                                                | 76    |                       |
| 29. Juni | Alexandru Bardan                                 | rumänischer Tennisspieler und -funktionär                                                | 81    |                       |
| 29. Juni | Franz Beyer                                      | deutscher Bratschist, Hochschullehrer und Herausgeber                                    | 96    |                       |
| 29. Juni | Angelica Blechschmidt                            | deutsche Journalistin                                                                    | ?     |                       |
| 29. Juni | Werner Ludwig Boßler                             | deutscher Unternehmer                                                                    | 87    |                       |
| 29. Juni | Matt Cappotelli                                  | US-amerikanischer Wrestler                                                               | 38    |                       |
| 29. Juni | Arvid Carlsson                                   | schwedischer Pharmakologe                                                                | 95    |                       |
| 29. Juni | D. Walter Cohen                                  | US-amerikanischer Zahnmediziner                                                          | 91    |                       |
| 29. Juni | Liliane Montevecchi                              | französische Schauspielerin und Tänzerin                                                 | 85    |                       |
| 29. Juni | Irene Nestler                                    | deutsche Künstlerin                                                                      | 81    |                       |
| 29. Juni | Derrick O’Connor                                 | irischer Schauspieler                                                                    | 77    |                       |
| 29. Juni | Anthony Ray                                      | US-amerikanischer Schauspieler, Filmproduzent und Regieassistent                         | 81    |                       |
| 29. Juni | Giuseppe Rocco Favale                            | italienischer Bischof                                                                    | 82    |                       |
| 29. Juni | Irena Szewińska                                  | polnische Leichtathletin                                                                 | 72    |                       |
| 29. Juni | Mario Szichman                                   | argentinischer Schriftsteller                                                            | 73    |                       |
| 29. Juni | Wolf Werner                                      | deutscher Fußballtrainer und -manager                                                    | 76    |                       |
| 29. Juni | Ada Yardeni                                      | israelische Paläographin, Epigraphikerin, Übersetzerin, Autorin und Künstlerin           | 80    |                       |
| 28. Juni | Denis Akiyama                                    | kanadischer Schauspieler und Synchronsprecher                                            | 66    |                       |
| 28. Juni | Stephan Boeder                                   | deutscher Grafiker und Maler                                                             | 80    |                       |
| 28. Juni | Goran Bunjevčević                                | serbischer Fußballspieler und Sportfunktionär                                            | 45    |                       |
| 28. Juni | Miguel Fenelon Câmara Filho                      | brasilianischer Bischof                                                                  | 93    |                       |
| 28. Juni | Helmut Denter                                    | deutscher Politiker                                                                      | 90    |                       |
| 28. Juni | Harlan Ellison                                   | US-amerikanischer Schriftsteller                                                         | 84    |                       |
| 28. Juni | Jeffrey Elman                                    | US-amerikanischer Kognitionswissenschaftler und Linguist                                 | 70    |                       |
| 28. Juni | Gisela Goldberg                                  | deutsche Kunsthistorikerin                                                               | 85    |                       |
| 28. Juni | Otto Keller                                      | österreichischer Politiker                                                               | 91    |                       |
| 28. Juni | Eva Leithäuser                                   | deutsche Politikerin                                                                     | 92    |                       |
| 28. Juni | Domenico Losurdo                                 | italienischer Publizist und Philosoph                                                    | 76    |                       |
| 28. Juni | Christine Nöstlinger                             | österreichische Schriftstellerin                                                         | 81    |                       |
| 28. Juni | Elisha Obed                                      | bahamaischer Boxer                                                                       | 66    |                       |
| 28. Juni | Stefan Pettersson                                | schwedischer Metal-Sänger                                                                | ≈46   |                       |
| 28. Juni | Aldo Loris Rossi                                 | italienischer Architekt                                                                  | 85    |                       |
| 28. Juni | Otto Zapf                                        | deutscher Industriedesigner                                                              | 86    |                       |
| 27. Juni | Cornelius Bischoff                               | deutscher Drehbuchautor und Übersetzer                                                   | 89    |                       |
| 27. Juni | Ahron Daum                                       | israelischer Rabbiner, Lehrer und Autor                                                  | 67    |                       |
| 27. Juni | Claire Huguenin                                  | Schweizer Rechtswissenschaftlerin                                                        | 64    |                       |
| 27. Juni | Joe Jackson                                      | US-amerikanischer Musikmanager                                                           | 89    |                       |
| 27. Juni | Julio Mayo                                       | spanisch-mexikanischer Fotograf und Fotojournalist                                       | 100   |                       |
| 27. Juni | William McBride                                  | australischer Gynäkologe                                                                 | 91    |                       |
| 27. Juni | Siegfried Pfaff                                  | deutscher Hörspielautor und Dramaturg                                                    | 87    |                       |
| 27. Juni | Corran Purdon                                    | britischer Generalmajor                                                                  | 97    |                       |
| 27. Juni | Steve Soto                                       | US-amerikanischer Bassist                                                                | 54    |                       |
| 27. Juni | Steven Hilliard Stern                            | US-amerikanischer Regisseur                                                              | 80    |                       |
| 27. Juni | Wladimir Uspenski                                | russischer Mathematiker                                                                  | 87    |                       |
| 26. Juni | Big Bill Bissonnette                             | US-amerikanischer Jazzmusiker                                                            | 81    |                       |
| 26. Juni | Harold Davis                                     | schottischer Fußballspieler und -trainer                                                 | 85    |                       |
| 26. Juni | Henri Diricx                                     | belgischer Fußballspieler                                                                | 90    |                       |
| 26. Juni | Klaas Hendrikse                                  | niederländischer Prediger                                                                | 70    |                       |
| 26. Juni | Dewey Johnson                                    | US-amerikanischer Jazztrompeter                                                          | 78    |                       |
| 26. Juni | Jacques Madubost                                 | französischer Leichtathlet                                                               | 74    |                       |
| 26. Juni | Henri Namphy                                     | haitianischer Militär und Politiker                                                      | 85    |                       |
| 26. Juni | Elisabeth Niemann                                | deutsche Ärztin und Aktivistin                                                           | 86    |                       |
| 26. Juni | Bořivoj Penc                                     | tschechischer Schauspieler                                                               | 82    |                       |
| 26. Juni | Daniel Pilon                                     | kanadischer Schauspieler                                                                 | 77    |                       |
| 26. Juni | Emil Schmalohr                                   | deutscher Psychologe                                                                     | 91    |                       |
| 26. Juni | Waldo H. Zagwijn                                 | niederländischer Geologe und Paläobotaniker                                              | 89    |                       |
| 25. Juni | Colette Adam-Zaugg                               | Schweizer Juristin und Politikerin                                                       | ≈57   |                       |
| 25. Juni | Bálint Balla                                     | ungarisch-deutscher Soziologe                                                            | 89    |                       |
| 25. Juni | Claude Bernard-Aubert                            | französischer Filmregisseur, Drehbuchautor und Pornoregisseur                            | 88    |                       |
| 25. Juni | David Goldblatt                                  | südafrikanischer Fotograf                                                                | 87    |                       |
| 25. Juni | Bo Nilsson                                       | schwedischer Komponist                                                                   | 81    |                       |
| 25. Juni | Kurt Pirmann                                     | deutscher Politiker                                                                      | 63    |                       |
| 25. Juni | Artur Pommerenke                                 | deutscher Politiker                                                                      | 92    |                       |
| 25. Juni | Tobias Rülcker                                   | deutscher Erziehungswissenschaftler                                                      | 87    |                       |
| 25. Juni | Ernst Sieverts                                   | deutscher Architekt                                                                      | 93    |                       |
| 25. Juni | Ove Skog                                         | schwedischer Tätowierer                                                                  | 73    |                       |
| 25. Juni | James F. Tent                                    | US-amerikanischer Historiker                                                             | 74    |                       |
| 25. Juni | Gustav Wabro                                     | deutscher Politiker                                                                      | 85    |                       |
| 25. Juni | Max Zierl                                        | deutscher Politiker                                                                      | 84    |                       |
| 24. Juni | Xiomara Alfaro                                   | kubanische Sängerin                                                                      | 88    |                       |
| 24. Juni | Stanley Anderson                                 | US-amerikanischer Schauspieler                                                           | 78    |                       |
| 24. Juni | Harald von Boehmer                               | deutscher Mediziner                                                                      | 75    |                       |
| 24. Juni | Edward M. Burgess                                | US-amerikanischer Chemiker                                                               | 84    |                       |
| 24. Juni | Lothar Frey                                      | deutscher Physiker und Elektroingenieur                                                  | 60    |                       |
| 24. Juni | Rudi Keil                                        | deutscher Radrennfahrer                                                                  | 90    |                       |
| 24. Juni | Douglas K. Lilly                                 | US-amerikanischer Meteorologe                                                            | 89    |                       |
| 24. Juni | Michael Lockwood                                 | britischer Philosoph                                                                     | 74    |                       |
| 24. Juni | Sergei Ogorodnikow                               | russischer Eishockeyspieler                                                              | 32    |                       |
| 24. Juni | Jacques R. Saadé                                 | libanesisch-französischer Reeder und Unternehmer                                         | 81    |                       |
| 24. Juni | G. S. Sachdev                                    | indischer Flötist und Musikpädagoge                                                      | ≈83   |                       |
| 24. Juni | Wolfgang Schnecke                                | deutscher Szenenbildner, Regisseur und Mediendesigner                                    | 73    |                       |
| 23. Juni | Roland Baar                                      | deutscher Ruderer und Hochschullehrer                                                    | 53    |                       |
| 23. Juni | Therese Fenners                                  | deutsche Altersrekordlerin                                                               | 112   |                       |
| 23. Juni | Alberto Fouillioux                               | chilenischer Fußballspieler                                                              | 77    |                       |
| 23. Juni | Hermann-Josef Geismann                           | deutscher Politiker                                                                      | 87    |                       |
| 23. Juni | Ursula Geissler                                  | deutsche Botanikerin                                                                     | 87    |                       |
| 23. Juni | Ralf Geisthardt                                  | deutscher Politiker                                                                      | 64    |                       |
| 23. Juni | Donald Hall                                      | US-amerikanischer Dichter                                                                | 89    |                       |
| 23. Juni | Kim Jong-pil                                     | südkoreanischer Politiker                                                                | 92    |                       |
| 23. Juni | Stefan Matousch                                  | österreichischer Schauspieler                                                            | 70    |                       |
| 23. Juni | Wesley D. Smith                                  | US-amerikanischer Altphilologe                                                           | 88    |                       |
| 23. Juni | Veselinka Šušić                                  | jugoslawische bzw. serbische Medizinerin                                                 | 84    |                       |
| 23. Juni | Koro Wētere                                      | neuseeländischer Politiker                                                               | 83    |                       |
| 22. Juni | Manfred Brunner                                  | deutscher Politiker                                                                      | 70    |                       |
| 22. Juni | Peter F. Christoffersen                          | dänischer Wirtschaftswissenschaftler                                                     | ≈51   |                       |
| 22. Juni | Joachim Clemens                                  | deutscher Politiker                                                                      | 86    |                       |
| 22. Juni | Hans Gelbert                                     | deutscher Architekt und Stadtplaner                                                      | 75    |                       |
| 22. Juni | Eugene E. Haller                                 | schweizerisch-US-amerikanischer Physiker und Materialwissenschaftler                     | 75    |                       |
| 22. Juni | Reinhard Krüger                                  | deutscher Romanist, Literaturhistoriker und Philatelist                                  | 67    |                       |
| 22. Juni | Felicia Langer                                   | israelisch-deutsche Juristin und Menschenrechtsaktivistin                                | 87    |                       |
| 22. Juni | Dan L. Lindsley                                  | US-amerikanischer Genetiker                                                              | 92    |                       |
| 22. Juni | Ulf Mayer                                        | österreichischer Bildhauer                                                               | 92    |                       |
| 22. Juni | Jan-Hein Lodewijk van de Mortel                  | niederländischer Diplomat                                                                | 92    |                       |
| 22. Juni | Rezső Nyers                                      | ungarischer Ökonom und Politiker                                                         | 95    |                       |
| 22. Juni | Geoffrey Oryema                                  | ugandischer Musiker                                                                      | 65    |                       |
| 22. Juni | Vinnie Paul                                      | US-amerikanischer Schlagzeuger                                                           | 54    |                       |
| 22. Juni | Uta Stammer                                      | deutsche Schauspielerin und Hörspielsprecherin                                           | 69    |                       |
| 21. Juni | Doris Arndt                                      | deutsche Dompteuse                                                                       | 88    |                       |
| 21. Juni | Grigori Barenblatt                               | russischer Mathematiker                                                                  | 90    |                       |
| 21. Juni | Édouard-Jean Empain                              | belgischer Unternehmer                                                                   | 80    |                       |
| 21. Juni | H. Tristram Engelhardt                           | US-amerikanischer Philosoph                                                              | 77    |                       |
| 21. Juni | Hassan Glaoui                                    | marokkanischer Künstler                                                                  | 93    |                       |
| 21. Juni | Johnny Hubbard                                   | südafrikanischer Fußballspieler                                                          | 87    |                       |
| 21. Juni | Charles Krauthammer                              | US-amerikanischer Publizist                                                              | 68    |                       |
| 21. Juni | Jamsheed Marker                                  | pakistanischer Diplomat                                                                  | 95    |                       |
| 21. Juni | Virgil Nestorescu                                | rumänischer Slawist und Schachkomponist                                                  | 89    |                       |
| 21. Juni | Hanne Wickop                                     | deutsche Malerin und Schriftstellerin                                                    | 79    |                       |
| 20. Juni | Inge Bachmann                                    | deutsche Unternehmerin                                                                   | 87    |                       |
| 20. Juni | Dante M. Caputo                                  | argentinischer Politiker und Diplomat                                                    | 74    |                       |
| 20. Juni | Robert Gilpin                                    | US-amerikanischer Politikwissenschaftler                                                 | 87    |                       |
| 20. Juni | Bill Hendon                                      | US-amerikanischer Politiker                                                              | 73    |                       |
| 20. Juni | Siegfried Jenkner                                | deutscher Politwissenschaftler                                                           | 87    |                       |
| 20. Juni | Sándor Kányádi                                   | ungarischer Dichter und Übersetzer                                                       | 89    |                       |
| 20. Juni | Wolfgang Lippert                                 | deutscher Botaniker                                                                      | 80    |                       |
| 20. Juni | Ernst Lorch                                      | deutscher Künstler und Restaurator                                                       | 82    |                       |
| 20. Juni | Jake Raymond                                     | US-amerikanischer Metal-Sänger                                                           | 40    |                       |
| 20. Juni | Heinrich Rodeck                                  | deutscher Kinderarzt                                                                     | 97    |                       |
| 20. Juni | Willie Lee Rose                                  | US-amerikanische Historikerin                                                            | 91    |                       |
| 20. Juni | Peter Thomson                                    | australischer Golfspieler                                                                | 88    |                       |
| 19. Juni | Rafael Alcides                                   | kubanischer Schriftsteller                                                               | 85    |                       |
| 19. Juni | Andrea Barro                                     | italienischer Radrennfahrer                                                              | 86    |                       |
| 19. Juni | Peter Bohley                                     | deutscher Wirtschaftswissenschaftler                                                     | 86    |                       |
| 19. Juni | Stanley Cavell                                   | US-amerikanischer Philosoph                                                              | 91    |                       |
| 19. Juni | Jane Cronin Scanlon                              | US-amerikanische Mathematikerin                                                          | 95    |                       |
| 19. Juni | Uwe Deeken                                       | deutscher Theatergründer und -intendant                                                  | 76    |                       |
| 19. Juni | Iwan Dratsch                                     | ukrainischer Schriftsteller und Bürgerrechtler                                           | 81    |                       |
| 19. Juni | Hans-Christian Drömann                           | deutscher Theologe und Geistlicher                                                       | 86    |                       |
| 19. Juni | Elisabeth zu Dänemark                            | dänische Prinzessin                                                                      | 83    |                       |
| 19. Juni | Charles Henry Gimingham                          | britischer Botaniker                                                                     | 95    |                       |
| 19. Juni | Sergio Gonella                                   | italienischer Fußballschiedsrichter                                                      | 85    |                       |
| 19. Juni | Hubert Green                                     | US-amerikanischer Golfspieler                                                            | 71    |                       |
| 19. Juni | Paul Jean Marx                                   | französischer Bischof                                                                    | 83    |                       |
| 19. Juni | Franz Mikulits                                   | österreichischer Politiker                                                               | 69    |                       |
| 19. Juni | Lowrell Simon                                    | US-amerikanischer Soulsänger und Songwriter                                              | 75    |                       |
| 18. Juni | Walter Bahr                                      | US-amerikanischer Fußballspieler                                                         | 91    |                       |
| 18. Juni | Hermann Glaser                                   | deutscher Kulturpolitiker und Publizist                                                  | 89    |                       |
| 18. Juni | Paul Gratzik                                     | deutscher Schriftsteller                                                                 | 82    |                       |
| 18. Juni | Kazuo Kashio                                     | japanischer Unternehmer                                                                  | 89    |                       |
| 18. Juni | Gō Katō                                          | japanischer Schauspieler                                                                 | 80    |                       |
| 18. Juni | Barry McDaniel                                   | US-amerikanischer Opernsänger                                                            | 87    |                       |
| 18. Juni | Konstantinos Politis                             | griechischer Basketballspieler und -trainer                                              | 76    |                       |
| 18. Juni | Peter Reichard                                   | schwedischer Biochemiker                                                                 | 93    |                       |
| 18. Juni | Maria Rohm                                       | österreichische Schauspielerin und Filmproduzentin                                       | 75    |                       |
| 18. Juni | Nathan Shaham                                    | israelischer Schriftsteller                                                              | 93    |                       |
| 18. Juni | Lawrence A. Skantze                              | US-amerikanischer Luftwaffengeneral                                                      | 89    |                       |
| 18. Juni | Berndt A. Skott                                  | deutscher Karikaturist                                                                   | 74    |                       |
| 18. Juni | Lloyd Hollingsworth Smith                        | US-amerikanischer Mediziner                                                              | 94    |                       |
| 18. Juni | Laco Tropp                                       | slowakischer Jazzschlagzeuger                                                            | 79    |                       |
| 18. Juni | Johannes Uthoff                                  | deutscher Geodät und Hochschulrektor                                                     | 87    |                       |
| 18. Juni | Leon White                                       | US-amerikanischer Wrestler                                                               | 63    |                       |
| 18. Juni | Jimmy Wopo                                       | kanadischer Rapper                                                                       | 21    |                       |
| 18. Juni | XXXTentacion                                     | US-amerikanischer Rapper                                                                 | 20    |                       |
| 17. Juni | Vladimír Andrs                                   | tschechoslowakischer Ruderer                                                             | 81    |                       |
| 17. Juni | Thomas Chorherr                                  | österreichischer Journalist und Buchautor                                                | 85    |                       |
| 17. Juni | Hellmut Fritzsche                                | deutsch-US-amerikanischer Physiker                                                       | 91    |                       |
| 17. Juni | Carlos Gelmi                                     | argentinischer Journalist                                                                | 83    |                       |
| 17. Juni | Hans-Peter Goettsche                             | deutscher Bildhauer                                                                      | 90    |                       |
| 17. Juni | Herta Günther                                    | deutsche Malerin und Grafikerin                                                          | 84    |                       |
| 17. Juni | Charles Hoag                                     | US-amerikanischer Komponist und Kontrabassist                                            | 86    |                       |
| 17. Juni | Helmuth Kainer                                   | deutscher Elektrotechniker                                                               | 94    |                       |
| 17. Juni | Thomas Kotschi                                   | deutscher Romanist und Linguist                                                          | 78    |                       |
| 17. Juni | Juba Lion                                        | jamaikanischer Reggaesänger                                                              | 58    |                       |
| 17. Juni | Timothy O’Meara                                  | südafrikanisch-US-amerikanischer Mathematiker                                            | 90    |                       |
| 17. Juni | Julio Mena                                       | kubanischer Boxtrainer                                                                   | 68    |                       |
| 17. Juni | Gamal El-Din Ahmed Mokhtar                       | ägyptischer Militärangehöriger und Verwaltungsbeamter                                    | 89    |                       |
| 17. Juni | Rebecca Parris                                   | US-amerikanische Jazzsängerin                                                            | 66    |                       |
| 17. Juni | Aihud Pevsner                                    | US-amerikanischer Physiker                                                               | 92    |                       |
| 17. Juni | Thilo Ramm                                       | deutscher Rechtswissenschaftler                                                          | 93    |                       |
| 17. Juni | Erwin Schöpf                                     | deutscher Mediziner                                                                      | 81    |                       |
| 17. Juni | Karl-Heinz Schriefers                            | deutscher Mediziner                                                                      | 91    |                       |
| 17. Juni | David Selberg                                    | schwedischer Eishockeyspieler                                                            | 23    |                       |
| 17. Juni | John E. H. Spaul                                 | britischer Althistoriker und Lehrer                                                      | 91    |                       |
| 16. Juni | Abdoulie Bah                                     | gambischer Politiker                                                                     | 69    |                       |
| 16. Juni | Andrzej Bartyński                                | polnischer Schriftsteller                                                                | 84    |                       |
| 16. Juni | Hans-Artur Bauckhage                             | deutscher Politiker                                                                      | 75    |                       |
| 16. Juni | Martin Bregman                                   | US-amerikanischer Filmproduzent                                                          | 92    |                       |
| 16. Juni | Herbert Grubinger                                | österreichischer Kultur- und Wasserbauingenieur                                          | 95    |                       |
| 16. Juni | Hartmut Hein                                     | deutscher Sänger, Pianist, Komponist und Musikpädagoge                                   | 81    |                       |
| 16. Juni | Euan Howard, 4. Baron Strathcona and Mount Royal | britischer Politiker                                                                     | 94    |                       |
| 16. Juni | Ronald Lötzsch                                   | deutscher Sprachwissenschaftler                                                          | 86    |                       |
| 16. Juni | Clara Auteri Pepe                                | italienische Schauspielerin                                                              | 100   |                       |
| 16. Juni | Edgar Preuß                                      | deutscher Fußballtrainer                                                                 | 88    |                       |
| 16. Juni | Gennadi Roschdestwenski                          | sowjetischer bzw. russischer Dirigent                                                    | 87    |                       |
| 16. Juni | George Stamatoyannopoulos                        | griechisch-US-amerikanischer Mediziner und Genetiker                                     | 84    |                       |
| 16. Juni | Bernd Thum                                       | deutscher Mediävist                                                                      | 78    |                       |
| 16. Juni | Darío Villalba Flores                            | spanischer Künstler und Eiskunstläufer                                                   | 79    |                       |
| 16. Juni | Gabriela Vránová                                 | tschechische Filmschauspielerin und Theaterlehrerin                                      | 78    |                       |
| 16. Juni | Winfried Wagner                                  | deutscher Schauspieler                                                                   | 80    |                       |
| 15. Juni | Nina Baym                                        | US-amerikanische Literaturwissenschaftlerin                                              | 82    |                       |
| 15. Juni | Leslie Grantham                                  | britischer Schauspieler                                                                  | 71    |                       |
| 15. Juni | Oliver Green                                     | britischer Offizier der Luftstreitkräfte des Vereinigten Königreichs                     | 97    |                       |
| 15. Juni | Enoch zu Guttenberg                              | deutscher Dirigent                                                                       | 71    |                       |
| 15. Juni | Erich K. Hess                                    | deutscher Architekt                                                                      | 88    |                       |
| 15. Juni | Eva Humburg                                      | deutsche Textildesignerin                                                                | 97    |                       |
| 15. Juni | Rita Marko                                       | albanischer Politiker                                                                    | 98    |                       |
| 15. Juni | Matt Murphy                                      | US-amerikanischer Bluesmusiker                                                           | 88    |                       |
| 15. Juni | Raoul Van Caenegem                               | belgischer Rechtshistoriker und Mediävist                                                | 90    |                       |
| 15. Juni | Dieter Wellershoff                               | deutscher Schriftsteller                                                                 | 92    |                       |
| 14. Juni | Josef Finkenzeller                               | deutscher Theologe                                                                       | 97    |                       |
| 14. Juni | Stanislaw Goworuchin                             | russischer Filmregisseur und Politiker                                                   | 82    |                       |
| 14. Juni | Vincent R. Gray                                  | neuseeländischer Chemiker                                                                | 96    |                       |
| 14. Juni | Frank Große                                      | deutscher Biochemiker                                                                    | 66    |                       |
| 14. Juni | Rudolf Hänsel                                    | deutscher Pharmakologe                                                                   | 98    |                       |
| 14. Juni | Sigurd Hess                                      | deutscher Konteradmiral                                                                  | 80    |                       |
| 14. Juni | Hannsjörg Kowark                                 | deutscher Historiker und Bibliothekar                                                    | 66    |                       |
| 14. Juni | Archibald Montgomerie, 18. Earl of Eglinton      | britischer Peer                                                                          | 78    |                       |
| 14. Juni | Heinrich Merl                                    | deutscher Jurist                                                                         | 78    |                       |
| 14. Juni | Dieter Nippert                                   | deutscher Politiker                                                                      | 81    |                       |
| 14. Juni | Theodor Österreicher                             | österreichischer Jurist                                                                  | 69    |                       |
| 14. Juni | Hans-Jürgen Vogtherr                             | deutscher Historiker                                                                     | 86    |                       |
| 14. Juni | Adolf Vukovich                                   | österreichischer Psychologe                                                              | 84    |                       |
| 14. Juni | Marta Weigle                                     | US-amerikanische Volkskundlerin                                                          | 73    |                       |
| 13. Juni | Reinhard Birkenstock                             | deutscher Rechtsanwalt                                                                   | 73    |                       |
| 13. Juni | Thomas J. Craughwell                             | US-amerikanischer Autor                                                                  | 61    |                       |
| 13. Juni | Anne Donovan                                     | US-amerikanische Basketballspielerin und -trainerin                                      | 56    |                       |
| 13. Juni | Stefan Feyerabend                                | deutscher Papiersammler und -sachverständiger                                            | 86    |                       |
| 13. Juni | D. J. Fontana                                    | US-amerikanischer Schlagzeuger                                                           | 87    |                       |
| 13. Juni | Rory Kiely                                       | irischer Politiker                                                                       | 84    |                       |
| 13. Juni | Miguel Mejides                                   | kubanischer Schriftsteller                                                               | 68    |                       |
| 13. Juni | Marlies Näf-Hofmann                              | Schweizer Politikerin und Juristin                                                       | 90    |                       |
| 13. Juni | Dietmar Reinborn                                 | deutscher Stadtplaner                                                                    | 74    |                       |
| 13. Juni | Volker Rybatzki                                  | deutscher Sprachwissenschaftler                                                          | 61    |                       |
| 13. Juni | Hellmut Schroeder-Lanz                           | deutscher Geograph                                                                       | 84    |                       |
| 13. Juni | Dieter Uthoff                                    | deutscher Geograph                                                                       | 78    |                       |
| 13. Juni | Charles Vinci                                    | US-amerikanischer Gewichtheber                                                           | 85    |                       |
| 13. Juni | Wolfgang Wünsche                                 | deutscher Eishockeyspieler und -trainer                                                  | 80    |                       |
| 13. Juni | Ulrike Wulf-Rheidt                               | deutsche Bauforscherin                                                                   | 54    |                       |
| 12. Juni | Zé Carlos                                        | brasilianischer Fußballspieler                                                           | 73    |                       |
| 12. Juni | Wayne Dockery                                    | US-amerikanischer Jazzmusiker                                                            | 76    |                       |
| 12. Juni | Helena Dunicz                                    | polnische Musikerin, Autorin, Übersetzerin und Holocaustüberlebende                      | 102   |                       |
| 12. Juni | Gerd Eckert                                      | deutscher Brigadegeneral                                                                 | 87    |                       |
| 12. Juni | Ib Frederiksen                                   | dänischer Politiker (Socialdemokraterne)                                                 | 90    |                       |
| 12. Juni | Rudolf Fritsch                                   | deutscher Mathematiker                                                                   | 78    |                       |
| 12. Juni | Bonaldo Giaiotti                                 | italienischer Opernsänger                                                                | 85    |                       |
| 12. Juni | Jon Hiseman                                      | britischer Schlagzeuger                                                                  | 73    |                       |
| 12. Juni | Dorette Huegin                                   | Schweizer Malerin und Restauratorin                                                      | 89    |                       |
| 12. Juni | Antônio Carlos Konder Reis                       | brasilianischer Politiker                                                                | 93    |                       |
| 12. Juni | Walter Langer                                    | österreichischer Schauspieler                                                            | 89    |                       |
| 12. Juni | Alwin Lehner                                     | österreichischer Unternehmer                                                             | 86    |                       |
| 12. Juni | Jana Moravcová                                   | tschechische Dichterin, Schriftstellerin und Übersetzerin                                | 81    |                       |
| 12. Juni | Christian Schmidt-Leithoff                       | deutscher Jurist                                                                         | 82    |                       |
| 12. Juni | Meinhard Starostik                               | deutscher Jurist                                                                         | 68    |                       |
| 12. Juni | Nikolaus Wiplinger                               | österreichischer Pianist                                                                 | 80    |                       |
| 12. Juni | David H. Wright                                  | US-amerikanischer Kunsthistoriker                                                        | 88    |                       |
| 11. Juni | Oscar Furlong                                    | argentinischer Basketballspieler und Tennistrainer                                       | 90    |                       |
| 11. Juni | Marcel Hénaff                                    | französischer Philosoph und Ethnologe                                                    | 75    |                       |
| 11. Juni | Yvette Horner                                    | französische Akkordeonistin                                                              | 95    |                       |
| 11. Juni | Victoria Kalima                                  | sambische Politikerin                                                                    | 45    |                       |
| 11. Juni | Eckhard Keßler                                   | deutscher Philosophiehistoriker                                                          | 80    |                       |
| 11. Juni | Roman Kłosowski                                  | polnischer Schauspieler                                                                  | 89    |                       |
| 11. Juni | Erich Meuthen                                    | deutscher Historiker                                                                     | 89    |                       |
| 11. Juni | Josef Pointner                                   | österreichischer Autor                                                                   | 97    |                       |
| 11. Juni | Karlfried Stuke                                  | deutscher Fußballspieler                                                                 | 84    |                       |
| 10. Juni | Stan Anderson                                    | englischer Fußballspieler und -trainer                                                   | 85    |                       |
| 10. Juni | Harold L. Dibble                                 | US-amerikanischer Paläoanthropologe und Archäologe                                       | 66    |                       |
| 10. Juni | Gabriele Hammerstein                             | deutsch-US-amerikanische Opernsängerin                                                   | 94    |                       |
| 10. Juni | Dieter Kind                                      | deutscher Elektroingenieur                                                               | 88    |                       |
| 10. Juni | Martin Metzger                                   | deutscher Theologe und Geistlicher                                                       | 90    |                       |
| 10. Juni | Jan Nevermann                                    | deutscher Politiker                                                                      | 82    |                       |
| 10. Juni | Fritz Jürgen Obst                                | deutscher Biologe und Museumsdirektor                                                    | 79    |                       |
| 10. Juni | Liliana Ross                                     | chilenische Schauspielerin, Dramaturgin und Theaterdirektorin                            | 79    |                       |
| 10. Juni | Ed Sadlowski                                     | US-amerikanischer Gewerkschafter                                                         | 79    |                       |
| 10. Juni | Barbara Schneider-Taylor                         | deutsche Pädagogin                                                                       | ~58   |                       |
| 10. Juni | Siegfried Schumacher                             | deutscher Kinderbuchautor                                                                | 91    |                       |
| 10. Juni | Christopher Stasheff                             | US-amerikanischer Science-Fiction- und Fantasy-Autor                                     | 74    |                       |
| 10. Juni | August Steinbrink                                | deutscher Industriekaufmann und Heimatkundler                                            | 98    |                       |
| 10. Juni | Helmut Symmangk                                  | deutscher Maler und Grafiker                                                             | 86    |                       |
| 9. Juni  | Ángel Balzarino                                  | argentinischer Schriftsteller                                                            | 74    |                       |
| 9. Juni  | Martin Birrane                                   | irischer Unternehmer und Autorennfahrer                                                  | 82    |                       |
| 9. Juni  | Françoise Bonnot                                 | französische Filmeditorin                                                                | 78    |                       |
| 9. Juni  | Ulrich Braukmann                                 | deutscher Limnologe                                                                      | 67    |                       |
| 9. Juni  | Klaus Breuer                                     | deutscher Wirtschaftspädagoge                                                            | 71    |                       |
| 9. Juni  | Richard H. Bube                                  | US-amerikanischer Physiker, Materialwissenschaftler und Religionsphilosoph               | 90    |                       |
| 9. Juni  | Paul Busch                                       | deutscher Physiker und Mathematiker                                                      | 63    |                       |
| 9. Juni  | Ogobara Doumbo                                   | malischer Mediziner                                                                      | 62    |                       |
| 9. Juni  | Robert Fine                                      | britischer Soziologe                                                                     | 72    |                       |
| 9. Juni  | Lorraine Gordon                                  | US-amerikanische Jazzclubbesitzerin                                                      | 95    |                       |
| 9. Juni  | Reinhard Hardegen                                | deutscher Marineoffizier und Politiker                                                   | 105   |                       |
| 9. Juni  | Wolfram Jehne                                    | deutscher Mathematiker                                                                   | 92    |                       |
| 9. Juni  | Kenyatta Jones                                   | US-amerikanischer American-Football-Spieler                                              | 39    |                       |
| 9. Juni  | Clemens Kalischer                                | deutsch-US-amerikanischer Fotograf                                                       | 97    |                       |
| 9. Juni  | Ernst Leuninger                                  | deutscher Theologe                                                                       | 84    |                       |
| 9. Juni  | Lotārs Millers                                   | lettischer Rennbootfahrer                                                                | 54    |                       |
| 9. Juni  | Klaus Thoma                                      | deutscher Physiker und Sicherheitsforscher                                               | 68    |                       |
| 9. Juni  | Fadil Vokrri                                     | jugoslawischer Fußballspieler                                                            | 57    |                       |
| 9. Juni  | Friederich Werthmann                             | deutscher Bildhauer und Plastiker                                                        | 90    |                       |
| 9. Juni  | Willi Wolf                                       | deutscher Verwaltungsbeamter, bayerischer Senator                                        | 79    |                       |
| 9. Juni  | Yirmiyahu Yovel                                  | israelischer Philosoph und Übersetzer                                                    | 82    |                       |
| 8. Juni  | Per Ahlmark                                      | schwedischer Politiker und Schriftsteller                                                | 79    |                       |
| 8. Juni  | Michael Balthasar Binder                         | deutscher Maler                                                                          | 80    |                       |
| 8. Juni  | Anthony Bourdain                                 | US-amerikanischer Koch, Autor und Fernsehmoderator                                       | 61    |                       |
| 8. Juni  | Johann Bruns                                     | deutscher Politiker                                                                      | 86    |                       |
| 8. Juni  | Maria Bueno                                      | brasilianische Tennisspielerin                                                           | 78    |                       |
| 8. Juni  | Freddy Eugen                                     | dänischer Radrennfahrer                                                                  | 77    |                       |
| 8. Juni  | Eunice Gayson                                    | britische Schauspielerin                                                                 | 90    |                       |
| 8. Juni  | Danny Kirwan                                     | britischer Gitarrist                                                                     | 68    |                       |
| 8. Juni  | Horst-Dieter Krus                                | deutscher Heimatforscher                                                                 | 68    |                       |
| 8. Juni  | John McKenzie                                    | kanadischer Eishockeyspieler                                                             | 80    |                       |
| 8. Juni  | Jutta Nardenbach                                 | deutsche Fußballspielerin                                                                | 49    |                       |
| 8. Juni  | Jackson Odell                                    | US-amerikanischer Schauspieler und Musiker                                               | 20    |                       |
| 8. Juni  | Fernando Purón Johnston                          | mexikanischer Politiker                                                                  | 43    |                       |
| 8. Juni  | Hans-Karl Siebigs                                | deutscher Architekt                                                                      | 88    |                       |
| 7. Juni  | Leopoldo Ayala                                   | mexikanischer Dichter                                                                    | 79    |                       |
| 7. Juni  | Helge Bofinger                                   | deutscher Architekt                                                                      | 78    |                       |
| 7. Juni  | Al Capps                                         | US-amerikanischer Musikproduzent, Arrangeur, Songwriter, Multiinstrumentalist und Sänger | 79    |                       |
| 7. Juni  | David Douglas Duncan                             | US-amerikanischer Fotojournalist                                                         | 102   |                       |
| 7. Juni  | Minken Fosheim                                   | norwegische Schauspielerin und Autorin                                                   | 62    |                       |
| 7. Juni  | Frido Gast                                       | deutscher Handballspieler und -trainer                                                   | 89    |                       |
| 7. Juni  | Arie den Hartog                                  | niederländischer Radrennfahrer                                                           | 77    |                       |
| 7. Juni  | Alfred Hüller                                    | deutscher Physiker                                                                       | 78    |                       |
| 7. Juni  | Ludwig Hüttl                                     | deutscher Historiker                                                                     | 73    |                       |
| 7. Juni  | Hans Gerd Krogmann                               | deutscher Hörspielregisseur und Schriftsteller                                           | 83    |                       |
| 7. Juni  | Irina Lein-Edelstein                             | russisch-deutsche Pianistin                                                              | 74    |                       |
| 7. Juni  | Ralf Petersen                                    | deutscher Komponist                                                                      | 80    |                       |
| 7. Juni  | Martin Polke                                     | deutscher Industrie-Physiker                                                             | 87    |                       |
| 7. Juni  | Ortwin Rau                                       | deutscher Clubbetreiber und Konzertveranstalter                                          | 63    |                       |
| 7. Juni  | Ralph Santolla                                   | US-amerikanischer Gitarrist                                                              | 48    |                       |
| 7. Juni  | Peter Stringfellow                               | britischer Unternehmer                                                                   | 77    |                       |
| 7. Juni  | Gena Turgel                                      | polnische Holocaustüberlebende                                                           | 95    |                       |
| 7. Juni  | William Wade, Baron Wade of Chorlton             | britischer Politiker und Unternehmer                                                     | 85    |                       |
| 7. Juni  | Stefan Weber                                     | österreichischer Musiker                                                                 | 71    |                       |
| 6. Juni  | Tinus Bosselaar                                  | niederländischer Fußballspieler                                                          | 82    |                       |
| 6. Juni  | Carl August Bünte                                | deutscher Dirigent                                                                       | 92    |                       |
| 6. Juni  | Verena Doelker                                   | Schweizer Medienschaffende                                                               | 85    |                       |
| 6. Juni  | Karl-Heinz Hoheisel                              | deutscher Politiker                                                                      | 81    |                       |
| 6. Juni  | Teddy Johnson                                    | britischer Sänger                                                                        | 98    |                       |
| 6. Juni  | Ümit Kayıhan                                     | türkischer Fußballspieler und -trainer                                                   | 64    |                       |
| 6. Juni  | Herbert Link                                     | österreichischer Filmemacher und Medienpädagoge                                          | 73    |                       |
| 6. Juni  | Peter-Paul Müller                                | deutscher Politiker                                                                      | 83    |                       |
| 6. Juni  | Kira Muratowa                                    | sowjetische bzw. ukrainische Filmregisseurin                                             | 83    |                       |
| 6. Juni  | Christian Salzmann                               | deutscher Pädagoge                                                                       | 87    |                       |
| 6. Juni  | Enno Stephan                                     | deutscher Journalist und Autor                                                           | 91    |                       |
| 6. Juni  | Michaele Vollbracht                              | US-amerikanischer Modedesigner und Illustrator                                           | 70    |                       |
| 6. Juni  | H. H. Wieder                                     | US-amerikanischer Physiker                                                               | 99    |                       |
| 6. Juni  | Mary Wilson of Rievaulx                          | britische Autorin, Premierministersgattin                                                | 102   |                       |
| 6. Juni  | Franz M. Wuketits                                | österreichischer Biologe und Wissenschaftstheoretiker                                    | 63    |                       |
| 5. Juni  | Arata Yoshiaki                                   | japanischer Ingenieur                                                                    | 94    |                       |
| 5. Juni  | Peter Becker                                     | deutscher Musikpädagoge                                                                  | 84    |                       |
| 5. Juni  | Ira Berlin                                       | US-amerikanischer Historiker                                                             | 77    |                       |
| 5. Juni  | Illa Blaue                                       | deutsche Malerin                                                                         | 99    |                       |
| 5. Juni  | Jānis Bojārs                                     | lettischer Leichtathlet                                                                  | 62    |                       |
| 5. Juni  | Brian Browne                                     | kanadischer Jazzpianist                                                                  | 81    |                       |
| 5. Juni  | Daša Drndić                                      | kroatische Schriftstellerin                                                              | 71    |                       |
| 5. Juni  | Jadwiga Grabowska-Hawrylak                       | polnische Architektin                                                                    | 97    |                       |
| 5. Juni  | Barthold Henkell-von Ribbentrop                  | deutscher Manager                                                                        | 77    |                       |
| 5. Juni  | Karl Fritz Lauer                                 | deutscher Phytopathologe und Herbologe                                                   | 80    |                       |
| 5. Juni  | Richard Maunder                                  | britischer Mathematiker und Musikwissenschaftler                                         | 80    |                       |
| 5. Juni  | Stanisław Moryto                                 | polnischer Organist, Komponist und Hochschulrektor                                       | 71    |                       |
| 5. Juni  | Bernard Quemada                                  | französischer Linguist                                                                   | 91    |                       |
| 5. Juni  | Edmond Richard                                   | französischer Kameramann                                                                 | 91    |                       |
| 5. Juni  | Kate Spade                                       | US-amerikanische Modedesignerin                                                          | 55    |                       |
| 5. Juni  | Heinz Wenger                                     | deutscher Politiker                                                                      | 79    |                       |
| 5. Juni  | Hermann Wischnat                                 | deutscher Lyriker und Pädagoge                                                           | 81    |                       |
| 4. Juni  | Dwight Clark                                     | US-amerikanischer American-Football-Spieler                                              | 61    |                       |
| 4. Juni  | Victoria de la Cruz García                       | spanische Ordensschwester                                                                | 110   |                       |
| 4. Juni  | Alexei Dessjattschikow                           | sowjetischer Leichtathlet                                                                | 85    |                       |
| 4. Juni  | Norman Edge                                      | US-amerikanischer Jazzmusiker                                                            | 84    |                       |
| 4. Juni  | Robert L. Folk                                   | US-amerikanischer Geowissenschaftler                                                     | 92    |                       |
| 4. Juni  | Heinz Jansen                                     | deutscher Politiker                                                                      | 78    |                       |
| 4. Juni  | Georgann Johnson                                 | US-amerikanische Schauspielerin                                                          | 91    |                       |
| 4. Juni  | Charles Martin Newton                            | US-amerikanischer Basketballfunktionär                                                   | 88    |                       |
| 4. Juni  | Jalal Mansur Nuriddin                            | US-amerikanischer Rapper, Lyriker und Musiker                                            | 73    |                       |
| 4. Juni  | Klaus Riegel                                     | deutscher Mediziner                                                                      | 92    |                       |
| 3. Juni  | Doug Altman                                      | britischer Medizinstatistiker                                                            | 69    |                       |
| 3. Juni  | Alessandra Appiano                               | italienische Schriftstellerin                                                            | 59    |                       |
| 3. Juni  | Jan Axelsson                                     | schwedischer Politiker                                                                   | 79    |                       |
| 3. Juni  | Frank Carlucci                                   | US-amerikanischer Politiker                                                              | 87    |                       |
| 3. Juni  | Clarence Fountain                                | US-amerikanischer Gospelsänger                                                           | 88    |                       |
| 3. Juni  | Miguel Obando Bravo                              | nicaraguanischer Kardinal                                                                | 92    |                       |
| 3. Juni  | Gilberto Parra                                   | mexikanischer Profiboxer                                                                 | 25    |                       |
| 3. Juni  | Inge Sievers                                     | deutsche Schauspielerin und Autorin                                                      | 76    |                       |
| 3. Juni  | Herbert Sleegers                                 | deutscher Lyriker und Schriftsteller                                                     | 85    |                       |
| 3. Juni  | Karin Stief-Kreihe                               | deutsche Politikerin                                                                     | 68    |                       |
| 3. Juni  | Georg von Tiesenhausen                           | deutsch-US-amerikanischer Raketenwissenschaftler                                         | 104   |                       |
| 3. Juni  | Gilbert Trausch                                  | luxemburgischer Historiker                                                               | 86    |                       |
| 3. Juni  | Bernhard Welz                                    | deutscher Chemiker                                                                       | 81    |                       |
| 2. Juni  | Paul D. Boyer                                    | US-amerikanischer Biochemiker                                                            | 99    |                       |
| 2. Juni  | Robert Brylewski                                 | polnischer Rockmusiker                                                                   | 57    |                       |
| 2. Juni  | Elisabeth Dörr                                   | deutsche Heimatforscherin und Autorin                                                    | 86    |                       |
| 2. Juni  | Irenäus Eibl-Eibesfeldt                          | österreichischer Verhaltensforscher und Ethologe                                         | 89    |                       |
| 2. Juni  | Martin Hoffmann                                  | deutsches Opfer des Stalinismus und Sachbuchautor                                        | 88    |                       |
| 2. Juni  | Gregor Laschen                                   | deutscher Schriftsteller und Herausgeber                                                 | 77    |                       |
| 2. Juni  | Karsten Meyer                                    | deutscher Theaterschauspieler, Regisseur und Musiker                                     | 53    |                       |
| 2. Juni  | Malcolm Morley                                   | englisch-amerikanischer Maler                                                            | 86    |                       |
| 2. Juni  | Irving Sandler                                   | US-amerikanischer Kunsthistoriker und -kritiker                                          | 92    |                       |
| 2. Juni  | Werner Wigelbeyer                                | österreichischer Politiker                                                               | 81    |                       |
| 2. Juni  | Emil Wolf                                        | US-amerikanischer Physiker                                                               | 95    |                       |
| 1. Juni  | Jürg Altherr                                     | Schweizer Bildhauer                                                                      | 73    |                       |
| 1. Juni  | Rudolf Beerbohm                                  | deutscher Vielseitigkeits- und Springreiter                                              | 76    |                       |
| 1. Juni  | Artur Cacciolari                                 | brasilianischer Akrobat                                                                  | 20    |                       |
| 1. Juni  | Eddy Clearwater                                  | US-amerikanischer Bluesmusiker                                                           | 83    |                       |
| 1. Juni  | Bob Clotworthy                                   | US-amerikanischer Wasserspringer                                                         | 87    |                       |
| 1. Juni  | Jill Ker Conway                                  | australisch-US-amerikanische Historikerin und Schriftstellerin                           | 83    |                       |
| 1. Juni  | John Julius Cooper, 2. Viscount Norwich          | britischer Diplomat und Schriftsteller                                                   | 88    |                       |
| 1. Juni  | Michael Herbert Day                              | britischer Anatom und Anthropologe                                                       | 91    |                       |
| 1. Juni  | André Desvages                                   | französischer Radrennfahrer                                                              | 74    |                       |
| 1. Juni  | Heinrich Ehring                                  | deutscher Modellbauer, Designer, Konstrukteur und bildender Künstler                     | 88    | [ 1 ]                 |
| 1. Juni  | Walter Eich                                      | Schweizer Fußballspieler                                                                 | 93    |                       |
| 1. Juni  | Bernard Gantner                                  | französischer Maler                                                                      | 89    |                       |
| 1. Juni  | Giancarlo Ghirardi                               | italienischer Physiker                                                                   | 82    | doi:10.1063/PT.3.4050 |
| 1. Juni  | Jaap M. Hemelrijk                                | niederländischer Klassischer Archäologe                                                  | 92    |                       |
| 1. Juni  | Egon Hoegen                                      | deutscher Sprecher und Schauspieler                                                      | 89    |                       |
| 1. Juni  | Hilmar Hoffmann                                  | deutscher Kulturpolitiker                                                                | 92    |                       |
| 1. Juni  | Hans Heinrich Kaminsky                           | deutscher Mediävist und Diplomatiker                                                     | 80    |                       |
| 1. Juni  | Joseíto Mateo                                    | dominikanischer Merengue-Sänger                                                          | 98    |                       |
| 1. Juni  | Rouzan al-Najjar                                 | palästinensische Rettungshelferin                                                        | 20    |                       |
| 1. Juni  | Jiří Nečas                                       | tschechischer Künstler und Sprachwissenschaftler                                         | ≈62   |                       |
| 1. Juni  | William Edward Phipps                            | US-amerikanischer Schauspieler                                                           | 96    |                       |
| 1. Juni  | Joe Pitman                                       | US-amerikanischer Gewichtheber                                                           | 93    |                       |
| 1. Juni  | Kostas Polychroniou                              | griechischer Fußballspieler und -trainer                                                 | 82    |                       |
| 1. Juni  | Lutz Pyritz                                      | deutscher Jockey und Pferdesporttrainer                                                  | 60    |                       |
| 1. Juni  | Sinan Sakić                                      | serbischer Turbo-Folk-Sänger                                                             | 61    |                       |
| 1. Juni  | Muhammad Sanusi                                  | indonesischer Radrennfahrer                                                              | 85    |                       |
| 1. Juni  | Michael Screech                                  | britischer Romanist                                                                      | 92    |                       |
| 1. Juni  | René Séjourné                                    | französischer Bischof                                                                    | 88    |                       |
| 1. Juni  | Rolf Wenzel                                      | deutscher Offizier                                                                       | 84    |                       |

### Datum unbekannt
| Tag                             | Name              | Beruf, bekannt als                                     | Alter | Beleg |
| ------------------------------- | ----------------- | ------------------------------------------------------ | ----- | ----- |
| tot aufgefunden am 29. Juni     | Steve Ditko       | US-amerikanischer Comic-Zeichner                       | 90    |       |
| Tod bekannt gegeben am 26. Juni | Heinz Schepank    | deutscher Psychosomatiker                              | ≈88   |       |
| Tod bekannt gegeben am 22. Juni | Helga Bender      | deutsche Schauspielerin                                | 76    |       |
| Tod bekannt gegeben am 29. Juni | Reynold Scott     | US-amerikanischer Jazzmusiker                          | ≈74   |       |
| Tod bekannt gegeben am 21. Juni | Eric G. Stanley   | britischer Anglist                                     | 94    |       |
| zwischen 14. Juni und 17. Juni  | Sophia Lösche     | deutsche Aktivistin                                    | 28    |       |
| Tod bekannt gegeben am 12. Juni | Franco Rossetti   | italienischer Drehbuchautor und Filmregisseur          | 87    |       |
| Trauerfeier am 12. Juni         | Livia Ana Tătaru  | rumänische Sprachwissenschaftlerin                     | 90    |       |
| 7. oder 8. Juni                 | Sissy Mayerhoffer | österreichische Rundfunkmanagerin und Spendensammlerin | 63    |       |
| tot aufgefunden am 6. Juni      | Alan O’Neill      | irisch-US-amerikanischer Schauspieler                  | 47    |       |
| Tod bekannt im Juni             | Bob Bain          | US-amerikanischer Jazz-Musiker                         | 94    |       |
| Juni                            | Georg Funke       | deutscher Manager                                      | 63    |       |